# Hmyzomorka včelí
Hmyzomorka včelí (Vairimorpha apis, syn. Nosema apis) je druh mikrosporidie (Microsporidia), vnitrobuněčný parazit vegetující v cytoplazmě hostitele. Vyvolává nejrozšířenější a nejčastější průjmové onemocnění dospělých včel zvané nosemóza (Nosematosis apium), dříve též nosematóza nebo včelí úplavice.
Mikrosporidie (Microsporidia), mezi které je hmyzomorka včelí řazena, byly dříve považovány za takzvané prvoky (Protozoa). Na základě porovnávání DNA byl roku 2006 prokázán blízký vztah mikrosporidií k houbám (Fungi). Následně byly řazeny mezi Zygomycota, dnes jsou však uváděny jako součást kladu Opisthosporidia, který je sesterskou skupinou hub.

## Výskyt
Výskyt a intenzita nosemózy na území ČR dosti kolísá. Procento napadení se pohybuje kolem 50 %.

## Biologie
Spora hmyzomorky včelí je oválného tvaru o rozměrech 4 x 7 μm. Uvnitř se nachází dvojjádrový sporont (zárodek). Z vnitřní strany stěny sporontu je ve dvou vrstvách svinuto pólové vlákno o délce až 400 μm. Pólové vlákno je duté.
V améboidním (měňavkovitém) zárodku dojde ke splynutí jader a vznikne primární vývojová forma – planont. Pólové vlákno se vymrští a jako mikroskopická injekční jehla pronikne do nitra výstelkové buňky střeva hostitele. Planont prostupuje pólovým vláknem a dostává se tak do hostitelské buňky. V epiteliálních (výstelkových) buňkách žaludku dorůstá do tvaru kulatého schizontu s 1 až 5 jádry. Schizonty se rozpadají na jednojádrové merozoity. Z merozoitů se vyvíjí dvojjádrové stádium – diplokáryum. Diplokárya se spojují do krátkých řetízků s jádry těsně u sebe. Složitý nepohlavní vývoj pokračuje přes stádium mitóz po vznik dvojic jednojádrových sporoblastů. Sporoblasty se rozpadají do jednojádrových spor. Celý vývojový cyklus trvá v případě včely 7 dní.
Za týden po nakažení se vývojový cyklus uzavírá a nová generace spor odchází ve výkalech mimo hostitelský organismus.

## Nákaza
Přítomnost patogenu v těle včely vážně narušuje buňky výstelkového epitelu trávicí trubice. Přes narušenou stěnu střeva a žaludku prostupují saprofytické bakterie z trávicího traktu do hemolymfy („krve“) včel a způsobují sepsi až úhyn organismu. Porušené střevo tráví nedostatečně. Nestrávená a nahromaděná potrava (hlavně její bílkovinné a glycidové složky) způsobují průjem včel. Glycidy, zvláště v zimním období, enormně zatěžují výkalový vak. Nakažené včelstvo v zimě bez možnosti proletu a vyprazdňování kolabuje.

### Šíření
Včela se nakazí sporami v potravě. Častou příčinou šíření nákazy je samotný včelař, který přidává plásty a souše z nakaženého včelstva do zdravého nebo posiluje zdravé včelstvo plodem z nakaženého úlu. Čisticí pud vede včelu k požírání výkalů. Exkrementy nakažené včely obsahují též nestrávené glycidy, mají sladkou chuť a tím spíše motivují včelu – zdravou čističku – ke konzumaci výkalu zamořeného sporami hmyzomorky.
Intenzitu množení patogenu v těle včely ovlivňuje řada faktorů, z nichž nejvýznamnější je teplota. Optimální teplota pro vývoj mikroorganismu je interval 30–35 °C. Nižší nebo naopak vyšší hodnota teploty prostředí výrazně tlumí vývojový cyklus hmyzomorky. Při teplotě 37 °C po dobu 10 dnů dojde k úplnému uzdravení včel. Při vnější teplotě 30 °C dosahuje teplota v zadečku včely létavky až 45 °C. Naopak při teplotě vzduchu 24–27 °C je teplota zadečku létavky v hodnotě optimální pro rozvoj hmyzomorky. Počasí spolu se stupněm snůšky může zásadně ovlivňovat rozvoj nemoci.

### Klinické příznaky
Počátek nemoci je ve svých projevech nenápadný. Teprve při plném propuknutí choroby je v zimě možné pozorovat neklidné sezení včelstva, zvýšený počet mrtvolek na dně úlu. Silně napadené včely vybíhají na leták. Čelní stěna úlu je pokálena žlutavými exkrementy. Plásty jsou značně pokálené a nepříjemně páchnou. Silně nosematické včelstvo padne většinou ještě v zimním období. Propukne-li nákaza v dubnu a v květnu, lze pozorovat kolísání počtu jedinců, postupné slábnutí, až v úle zůstane hrstka včel kolem matky. Jednotlivé včely mají naběhlé zadečky. Při preparaci trávicího ústrojí je patrná bělavá barva zvětšeného žaludku a žaludeční stěna se snadno trhá. U zdravé včely je žaludek žlutorůžový a stěna je pevná.

### Diagnostika
S určitostí lze nosemózu určit jen pod mikroskopem. Preparát se připravuje roztěrem obsahu zadečku nemocné včely. Při 400–600násobném zvětšení se spory této hmyzomorky jeví jako zeleně fluoreskující oválné útvary. Včelař není povinen onemocnění hlásit. Nosemóza není zařazena mezi nebezpečné nákazy.

## Protiopatření
Správně ošetřované a tedy i zdravé a silné včelstvo je schopné udržovat optimální tepelný režim a vůči nákaze je tudíž méně vnímavé. Propukne-li už nemoc, je nutné desinfekcí likvidovat spory na plástech a stěnách úlu. Mrtvé včely se spálí, zásoby vytočí. Získaný med se ředí vodou v poměru 1:1 a 15 minut vaří. Takto upravený se může použít k přikrmování. Tmavé souše se vyřadí a vytaví, světlé desinfikují. Desinfekce se provádí teplem nebo parami ledové kyseliny octové. Rámky se důkladně oškrábou a ožehnou plamenem.
Včelstvo bylo možno léčit také antibiotikem Fumagilin. Přísné normy EU však zakazují užívání jakýchkoliv antibiotik k léčení hospodářských zvířat. Doplňkovým léčivem jsou též páry kyseliny mravenčí, kterými se včelstvo ošetřuje v pozdním létě proti kleštíku včelím. Kyselina ničí spory nosemy na povrchu plástů a na stěnách úlu.
| Životaschopnost spor nosemy                                   | Životaschopnost spor nosemy            |
| ------------------------------------------------------------- | -------------------------------------- |
| Ve výkalech                                                   | více než 2 roky                        |
| V medu                                                        | více než 1 rok                         |
| Životaschopnost spor nosemy v závislosti na teplotě prostředí |                                        |
| 30 - 34 °C                                                    | Optimální růst                         |
| < 10 °C                                                       | Vývoj se zastaví                       |
| > 37 °C:                                                      | Zabije vegetativní formy               |
| 49 °C                                                         | Zabije spory, působí-li 24 hod.        |
| > 60 °C                                                       | Zabije spory, působí-li nejméně 15 min |